# 大谷将司
大谷 将司（おおたに まさし、1986年10月17日 - ）は、日本の元プロレスラー。神奈川県川崎市出身。

## 経歴
2011年2月2日、大日本プロレス横浜にぎわい座大会「DAINICHI-X」、vs アブドーラ小林＆岡林裕二戦でデビュー（パートナーは伊東竜二）。
2012年8月、体調不良で欠場。その後、家庭の事情により12月31日付けで自由契約となり退団。大日本側は環境が整い次第再契約の方針を取る。
2015年8月よりボディビルダーを目指すため渡米。

## 得意技
- ハーフハッチスープレックス
- テキサスクローバーホールド